# Erosina
Erosina is een geslacht van vlinders van de familie spanners (Geometridae), uit de onderfamilie Ennominae.

## Soorten
- E. cervinaria Blanchard, 1882
- E. excludaria Möschler, 1890
- E. hyberniata Guenée, 1858
- E. proximata Dognin, 1891
- E. rusticata Maassen, 1890